# Odřez
Odřez je název pro těleso komunikace v místě, kde přechází zářez v násyp a kde je v příčném řezu část v násypu a část v zářezu. Z toho důvodu je obvykle nutné v zářezové části provést trativod.

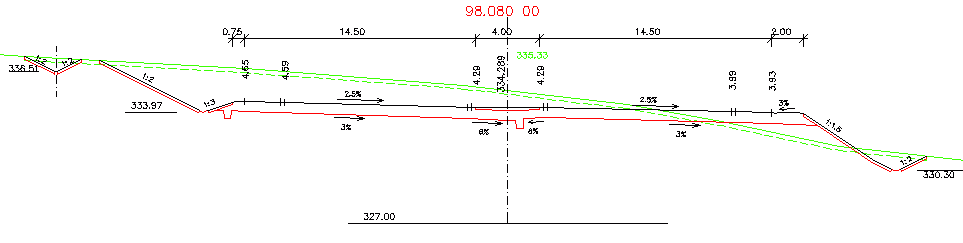
Odřez na stavbě dálnice D1